# Administrativní dělení Bosny a Hercegoviny

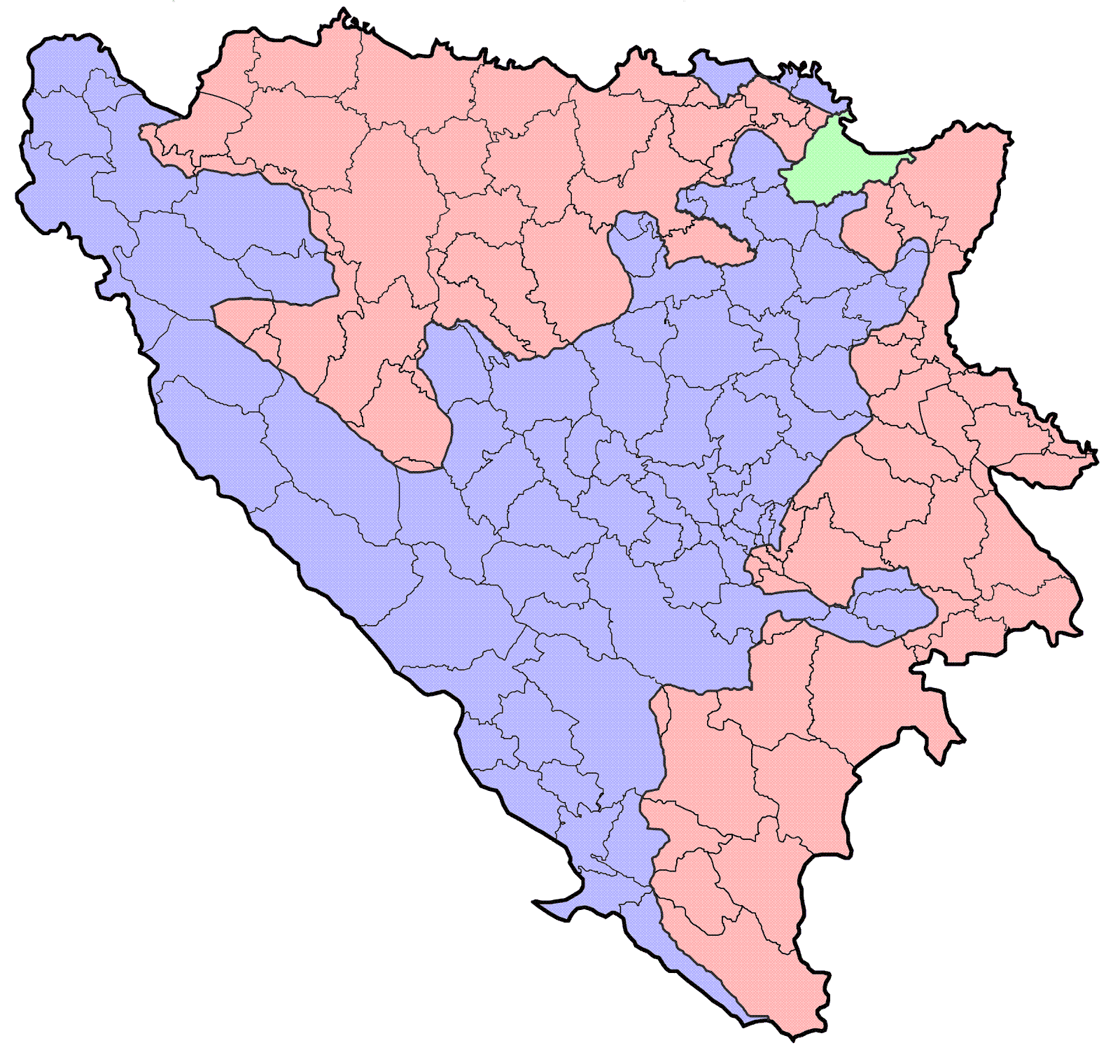
Federace Bosny a Hercegoviny (modrá), Republika srbská (červená) a Distrikt Brčko (zelená)

Bosna a Hercegovina se skládá ze dvou entit, Federace Bosny a Hercegoviny a Republiky srbské a jednoho federálního Distriktu Brčko. Federace Bosny a Hercegoviny je decentralizována do deseti autonomních kantonů (Chorvati jim ale i navzdory Washingtonské dohodě z roku 1994 říkají župy, županija) a dále okresů (općina). Republika srbská je naproti tomu unitárním celkem složeným z okresů (opština), které jsou rozloženy do sedmi regionů.
Tyto administrativní jednotky vznikly v závěru války (1992–1995) nebo krátce po ní: existenci a hranice entit upravila Daytonská mírová smlouva roku 1995 a Distriktu Brčko arbitráž z roku 1999. Entity se ustavily na etnickém principu, Distrikt Brčko je národnostně smíšený.

## Kantony
Federace Bosny a Hercegoviny se dělí na autonomní kantony, ty se pak skládají z obcí, općin. Každý kanton má vlastního premiéra, kabinet a parlament. Kantony se neformálně člení na bosňácké (5), chorvatské (3) a etnicky smíšené (2).

### Seznam kantonů

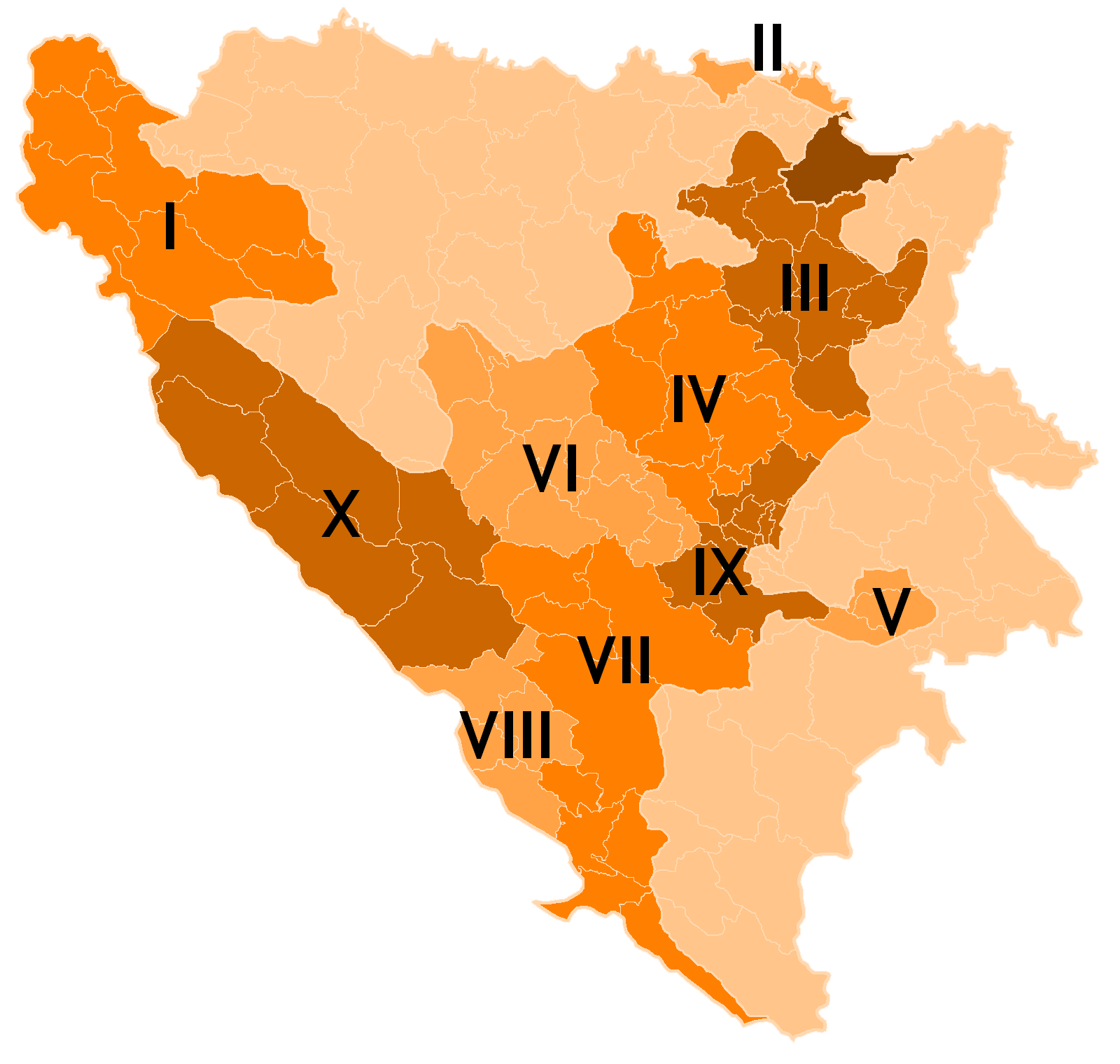
Kantony Federace Bosny a Hercegoviny

- 1 – Unsko-sanský kanton (hlavní město Bihać), 8 obcí, općin
- 2 – Posavský kanton (hlavní město Orašje), 3 obce
- 3 – Tuzlanský kanton (hlavní město Tuzla), 13 obcí
- 4 – Zenicko-dobojský kanton (hlavní město Zenica), 12 obcí
- 5 – Bosensko-podrinský kanton Goražde (hlavní město Goražde), 3 obce
- 6 – Středobosenský kanton (hlavní město Travnik), 12 obcí
- 7 – Hercegovsko-neretvanský kanton (hlavní město Mostar), 9 obcí
- 8 – Západohercegovský kanton (hlavní město Široki Brijeg), 4 obce
- 9 – Kanton Sarajevo (hlavní město Sarajevo), 9 obcí
- 10 – Kanton 10 (hlavní město Livno), 6 obcí

## Regiony
Republika srbská je centralizovaná entita. Její regiony, formálně existující v letech 2008–2015, proto mají spíše pouze charakter geografické oblasti a samy nemají zákonodárnou ani výkonnou moc. Dohromady se všechny regiony člení ještě na 64 obcí, opštin. Ve všech regionech mají etnickou převahu Srbové.

### Seznam mezoregionů 2008–2015

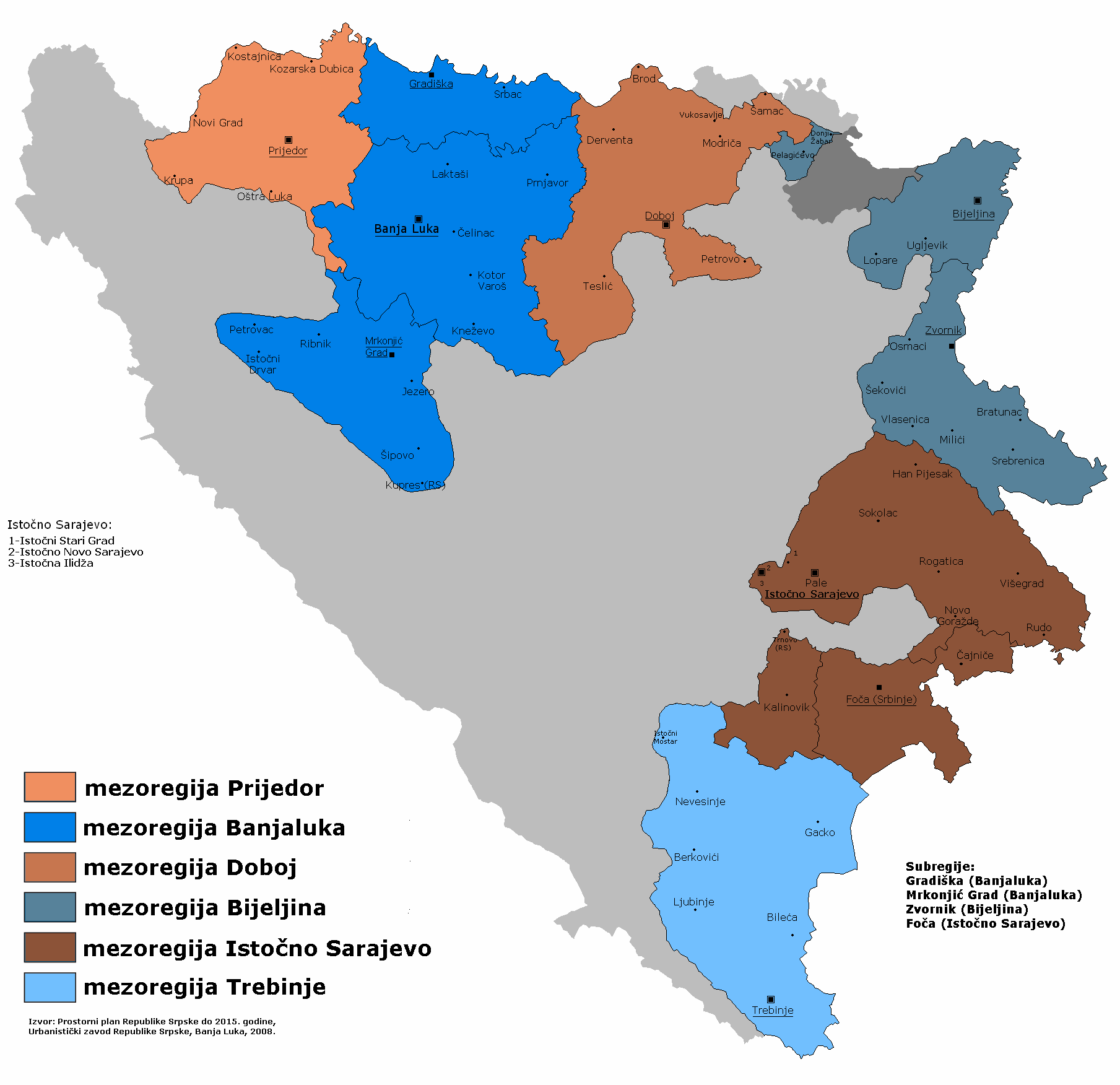
Regiony Republiky srbské (2008–2015)

- 1 – Mezoregion Prijedor (hlavní město Prijedor)
- 2 – Mezoregion Banja Luka (hlavní město Banja Luka)
  - Subregion Gradiška
  - Subregion Mrkonjić Grad

- 3 – Mezoregion Doboj (hlavní město Doboj)
- 4 – Mezoregion Bijeljina (hlavní město Bijeljina)
  - Subregion Zvornik
- 5 – Mezoregion Východní Sarajevo (hlavní město Sarajevo, resp. Východní Sarajevo)
  - Subregion Foča
- 6 – Region Trebinje (hlavní město Trebinje)

## Federální distrikt Brčko
Vedle dvou entit, Federace Bosny a Hercegoviny a Republiky srbské, existuje ještě Distrikt Brčko. Ten je samosprávný a spadá přímo pod vládu celé země, jedná se o federální distrikt.